# Hennemansches Prinzip
Das Hennemansche Prinzip (nach Elwood Henneman) beschreibt den Vorgang im Körper, bei dem Informationen vom Neuron im Hirn zu den jeweiligen Faserenden gelangt.
Die kleinen motorischen Einheiten vom Slow-Twitch-Typ werden bei geringer Kraftanforderung, die großen starken motorischen Einheiten vom Fast-Twitch-Typ bei höchsten Kraftanforderungen rekrutiert.
Henneman beschrieb die experimentelle Basis des Größenprinzips in 18 logisch miteinander verbundenen Veröffentlichungen in dem Journal of Neurophysiology über einen Zeitraum von 25 Jahren.